# Biserica Sfântul Gheorghe Vechi din București
Biserica Sfântul Gheorghe Vechi din București este un monument istoric aflat pe teritoriul municipiului București. Pe locul actualei biserici s-au aflat alte biserici mai vechi, datând încă din 1492. În secolul al XVII-lea, în jurul bisericii din acea perioadă fusese constituită o mănăstire. Biserica actuală datează de la sfârșitul secolului al XIX-lea, după ce biserica anterioară fusese distrusă în incendiul din 1847.

## Galerie

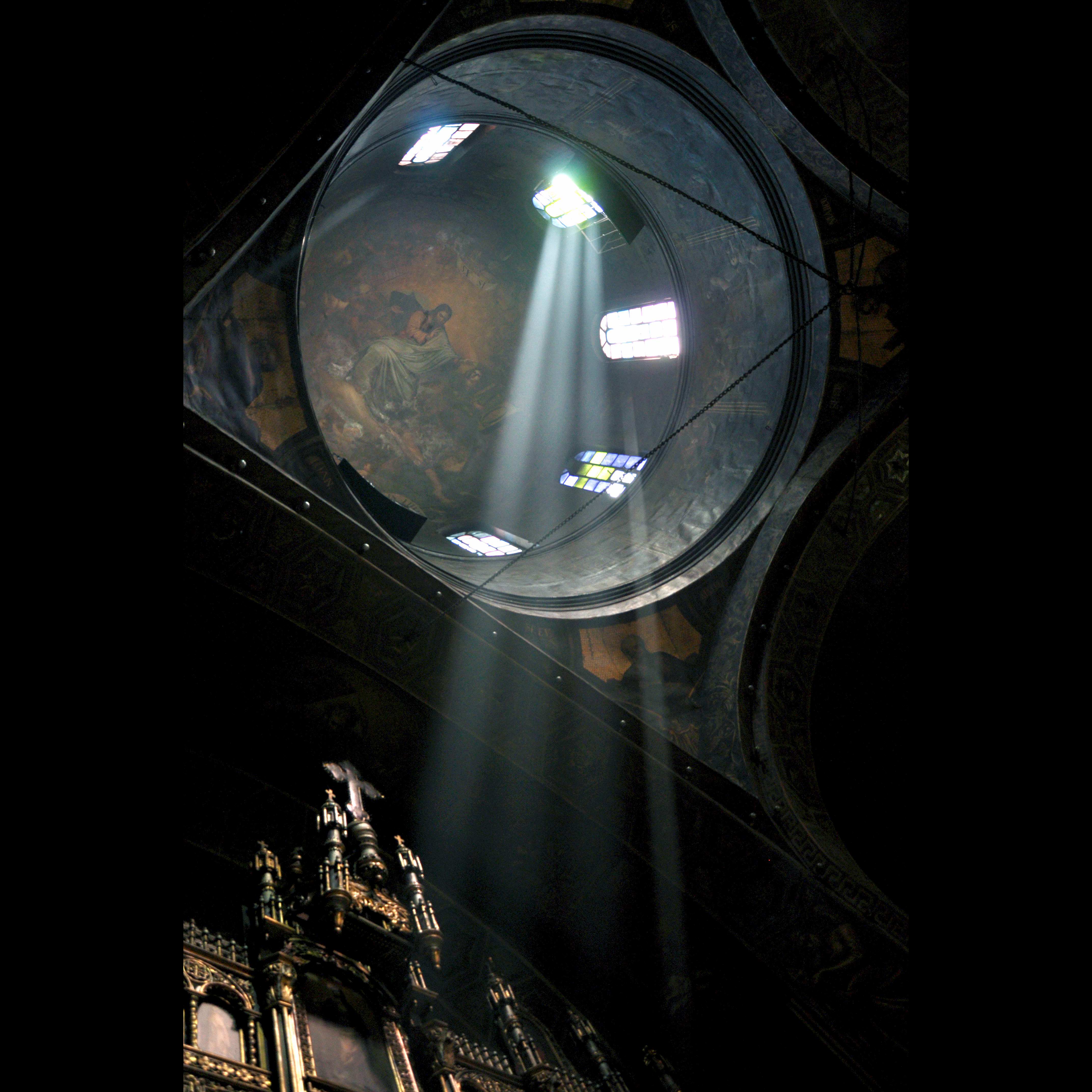
Turla bisericii, văzută din interior
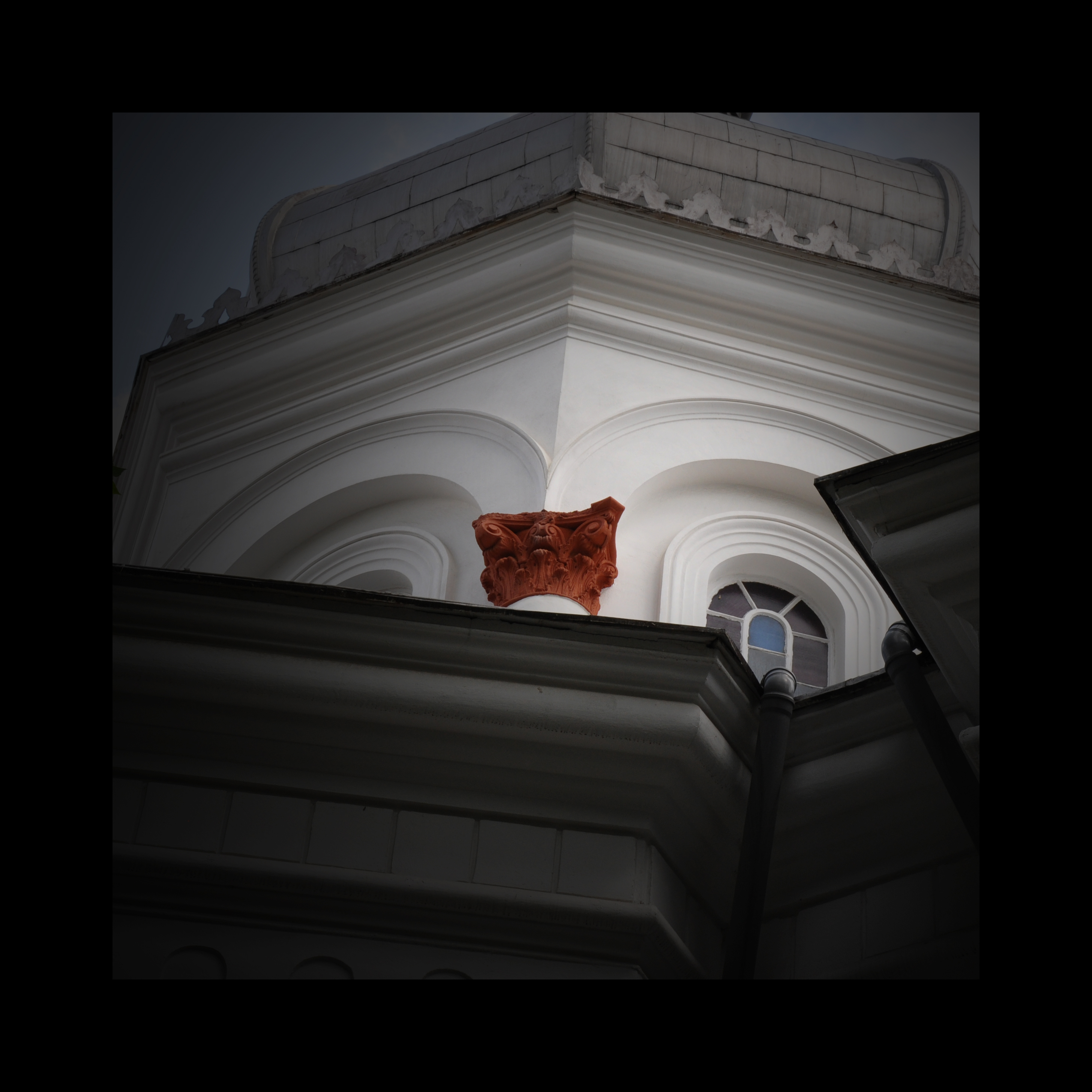
Turla bisericii, văzută din exterior
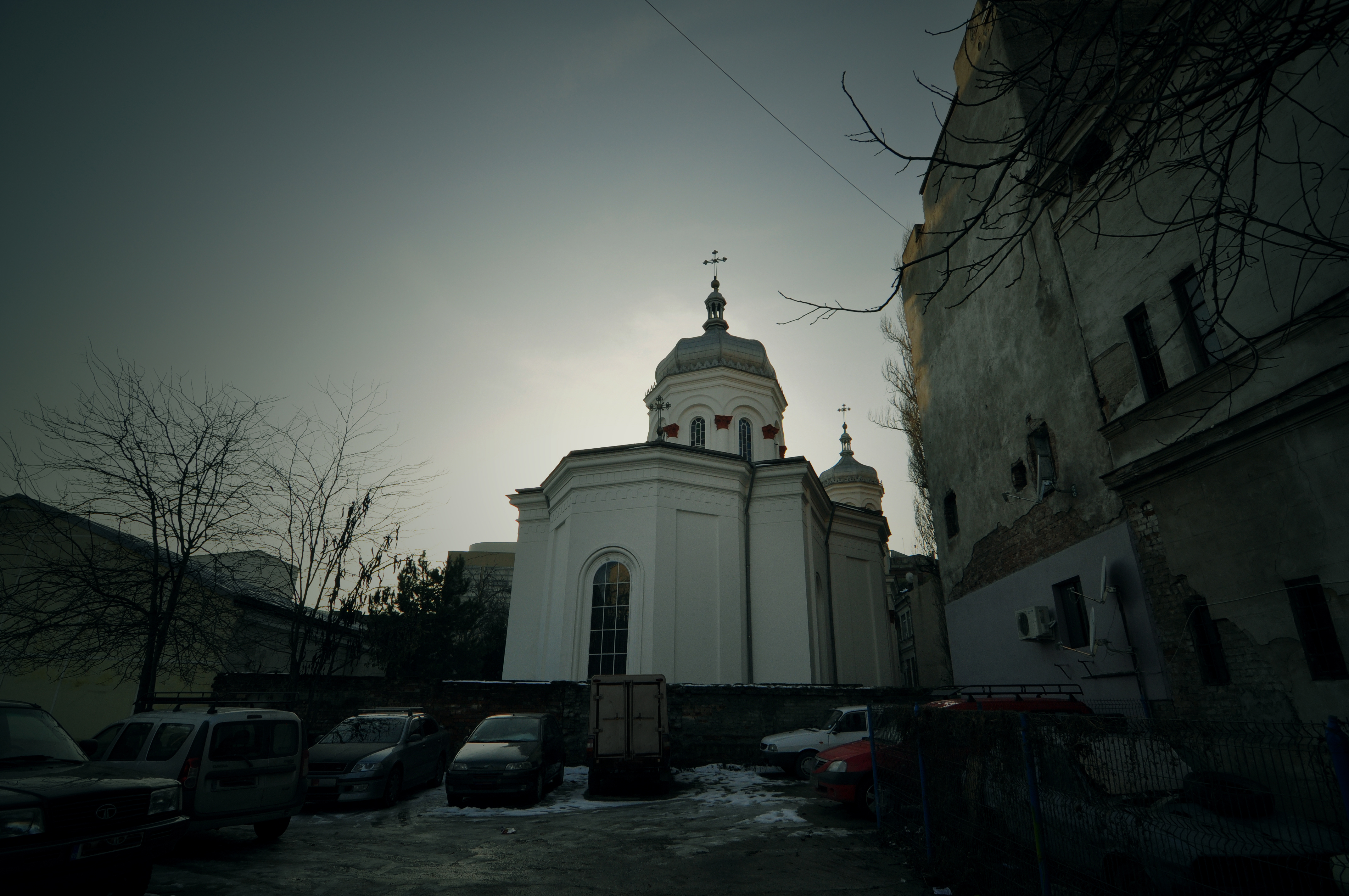
Vedere din partea de est
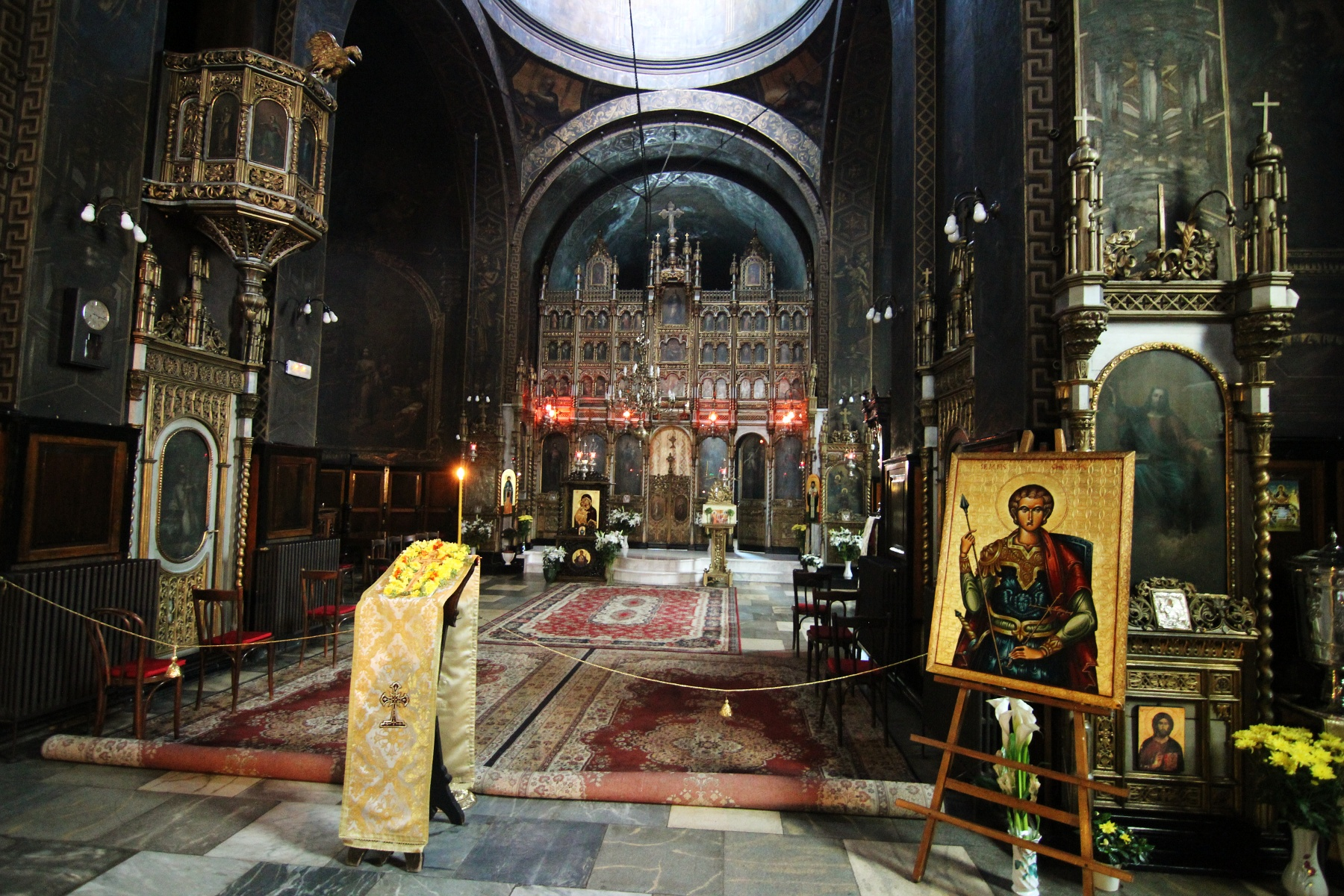
Interiorul bisericii
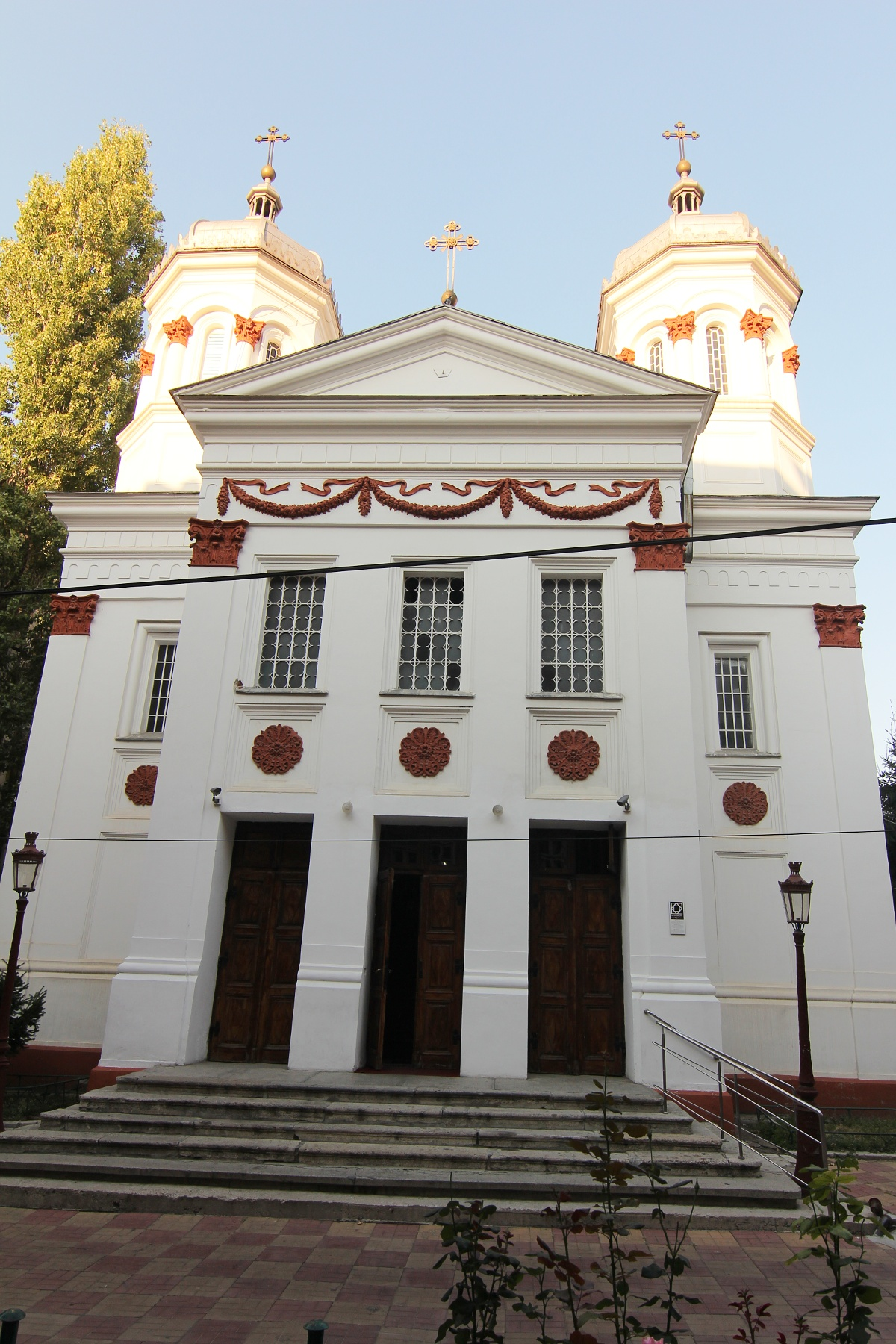
Intrarea în biserică
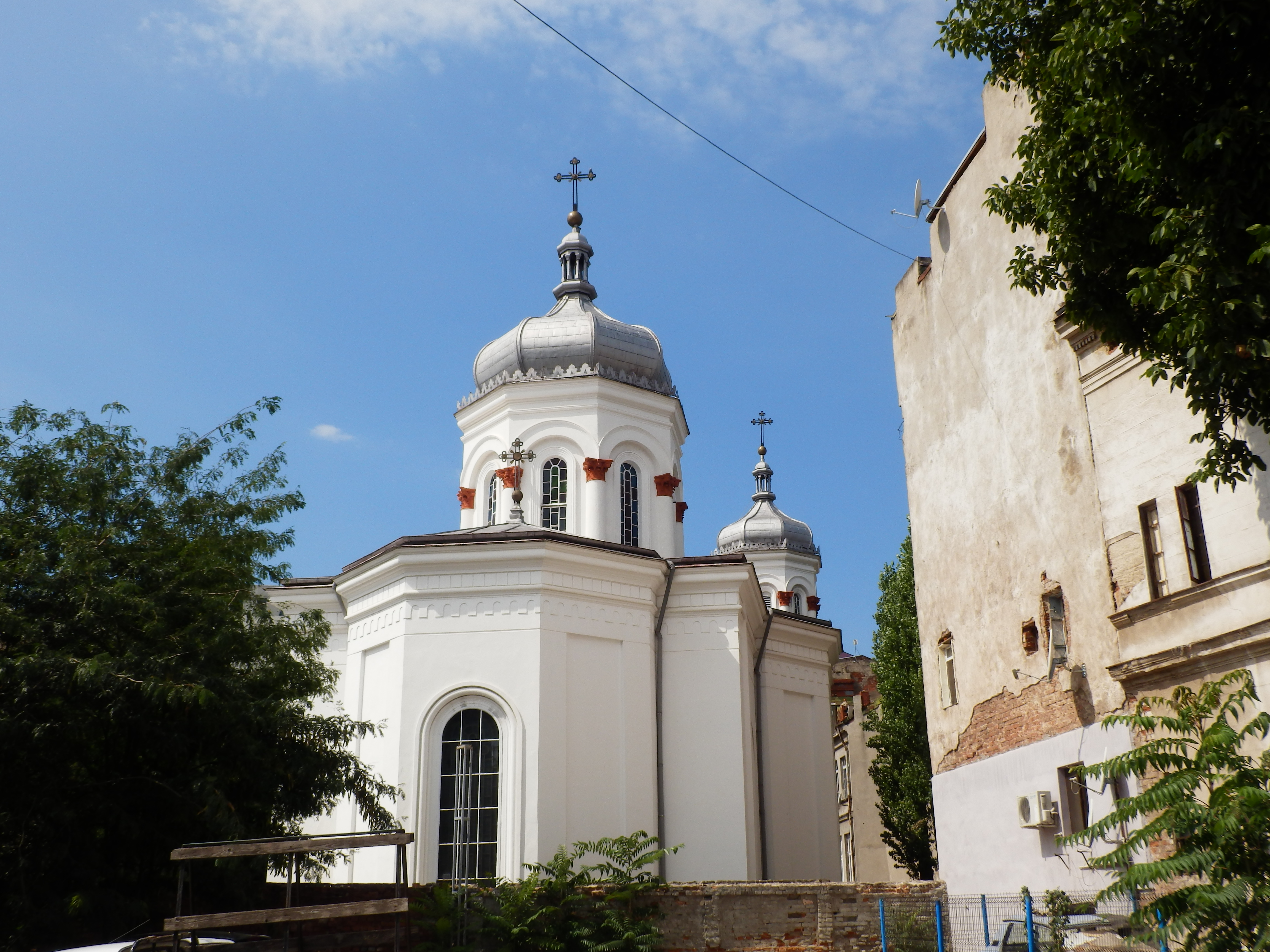
Vedere din partea de est